# Chaetomium lucknowense
Chaetomium lucknowense är en svampart som beskrevs av J.N. Rai & J.P. Tewari 1962. Chaetomium lucknowense ingår i släktet Chaetomium och familjen Chaetomiaceae.   Inga underarter finns listade i Catalogue of Life.